# Achí (Bolívar)
Achí és un dels 48 municipis del departament de Bolívar a la regió Carib de Colòmbia. La capçalera se situa al marge esquerre del riu Cauca, a prop als límits amb el Departament de Sucre, en l'anomenada depressió momposina. El municipi té 1471 km² i una població de 23.051 habitants dels quals 4.106 a la pròpia població.
El municipi d' Achí límita amb el municipi de Magangué al nord; els municipis de Pinillos (Bolívar) i Tiquisio a l'est; Montecristo i Sant Jacinto del Cauca al sud; i el departament de Sucre a l'oest, (els municipis de Majagual i Guaranda de Sucre). La seva economia està basada en l'agricultura, la ramaderia i la pesca.

## Història
Els orígens d'Achí estan a l'antic poble de Ojolargo, que se situava on avui queda Mao a 6 km del que avui és Achí. Ojolargo va ser fundat el 24 de setembre de 1770 i en 1779 tenia 471 habitants. No obstant això aquest poble va ser de vida efímera doncs va desaparèixer en fugir els seus habitants d'una epidèmia de còlera que els va assotar el 1814 i es van assentar a Achí per l'abundància d'achí, un fruit tropical. El 1815 l'alcalde de Majagual, Estanislao Hortes Lorenzana, ordena el trasllat dels habitants de Ojolargo al nou llogaret d'Achí. El 1817 es completa la formació del poblat que passa a ser part del cantó de Majagual. El 6 de març de 1869 el poble és destruït per un tremolor de terra. En 1934 Achí se separa del municipi de Majagual, conformant-se en nou municipi, sent el seu primer alcalde el senyor Pedro Badrán Constantino. D' Achi es segregaran els municipis de Montecristo (Bolívar) el 1994 i Sant Jacinto del Cauca el 1997. Té 21 corregiments i 63 veredas.

## Economia
Les seves activitats econòmiques són l'agricultura, la ramaderia la pesca i la mineria. S'exploten mines d'or i platí.
La seva economia està bastant diversificada, perquè tenen importància l'agricultura, la ramaderia, la pesca, el turisme, l'explotació de sal i de petroli, el comerç, la indústria i les artesanies. Es conrea nyam, cotó, plàtan, canya de sucre i arròs. En la ramaderia predomina la cria, engreix i llevant; igualment, la sembra de pastures ocupa una part considerable del seu territori. És un important productor de carn per al consum regional i nacional. La sal s'explota a Galerazamba i assorteix els mercats regionals. L'explotació del petroli es realitza a Simití.